# Adam Lamberg
Adam Matthew Lamberg (Nueva York, 14 de septiembre de 1984) es un actor estadounidense, más conocido por su interpretación de David "Gordo" Gordon en la serie de Disney Channel Lizzie McGuire de 2001 a 2003.

## Biografía
Lamberg nació en Nueva York, hijo de Suzanne, una profesora de baile de escuela secundaria retirada, y Marc Lamberg. Su padre es judío y su madre es francesa canadiense; Lamberg se considera un "judío cultural".
Lamberg ya no está activo en la industria de la actuación. Se especializó en geografía en la Universidad de California en Berkeley, y es oficial de desarrollo en el Centro de Artes de Irlanda en la ciudad de Nueva York; además completó una maestría en administración pública.

## Filmografía

### Cine y televisión
| Año     | Título                      | Rol                                 | Notas                          |
| ------- | --------------------------- | ----------------------------------- | ------------------------------ |
| 1996    | Radiant City                | Stewie Goodman                      | Papel principal                |
| 1996    | Dead Man's Walk             | Willy Carey                         | Miniserie de televisión        |
| 1996    | I'm Not Rappaport           | Chico Spiderman                     | Aparición especial             |
| 1998    | The Day Lincoln Was Shot    | Thomas "Tad" Lincoln                | Película para televisión (TNT) |
| 2001    | The Pirates of Central Park | Mike Bromback                       | Papel extra                    |
| 2001    | Lonesome                    | Jason Randolph                      | Papel principal                |
| 2001    | Max Keeble's Big Move       | Chico de octavo año en bicicleta #3 | Aparición especial             |
| 2001–04 | Lizzie McGuire              | David "Gordo" Gordon                | Papel principal                |
| 2003    | The Lizzie McGuire Movie    | David "Gordo" Gordon                | Papel principal                |
| 2005    | When Do We Eat?             | Lionel                              | Papel principal                |
| 2008    | Beautiful Loser             | Reggie (adolescente)                | Papel principal                |